# Sovana
Sovana település Olaszországban, Dél-Toszkánában, Grosseto tartományban.

## Fekvése
Castell'Azzarától délnyugatra fekvő település.

## Története

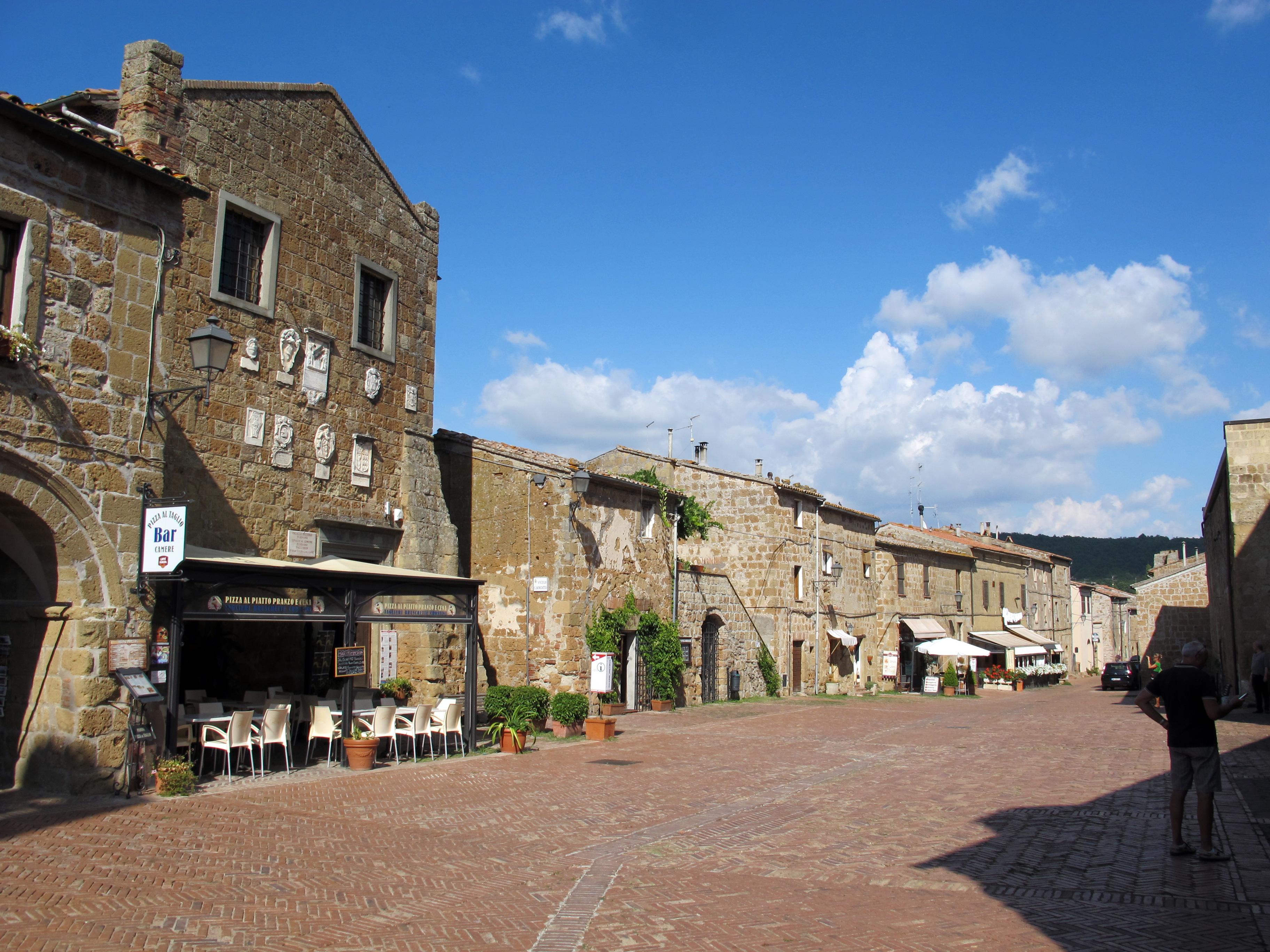

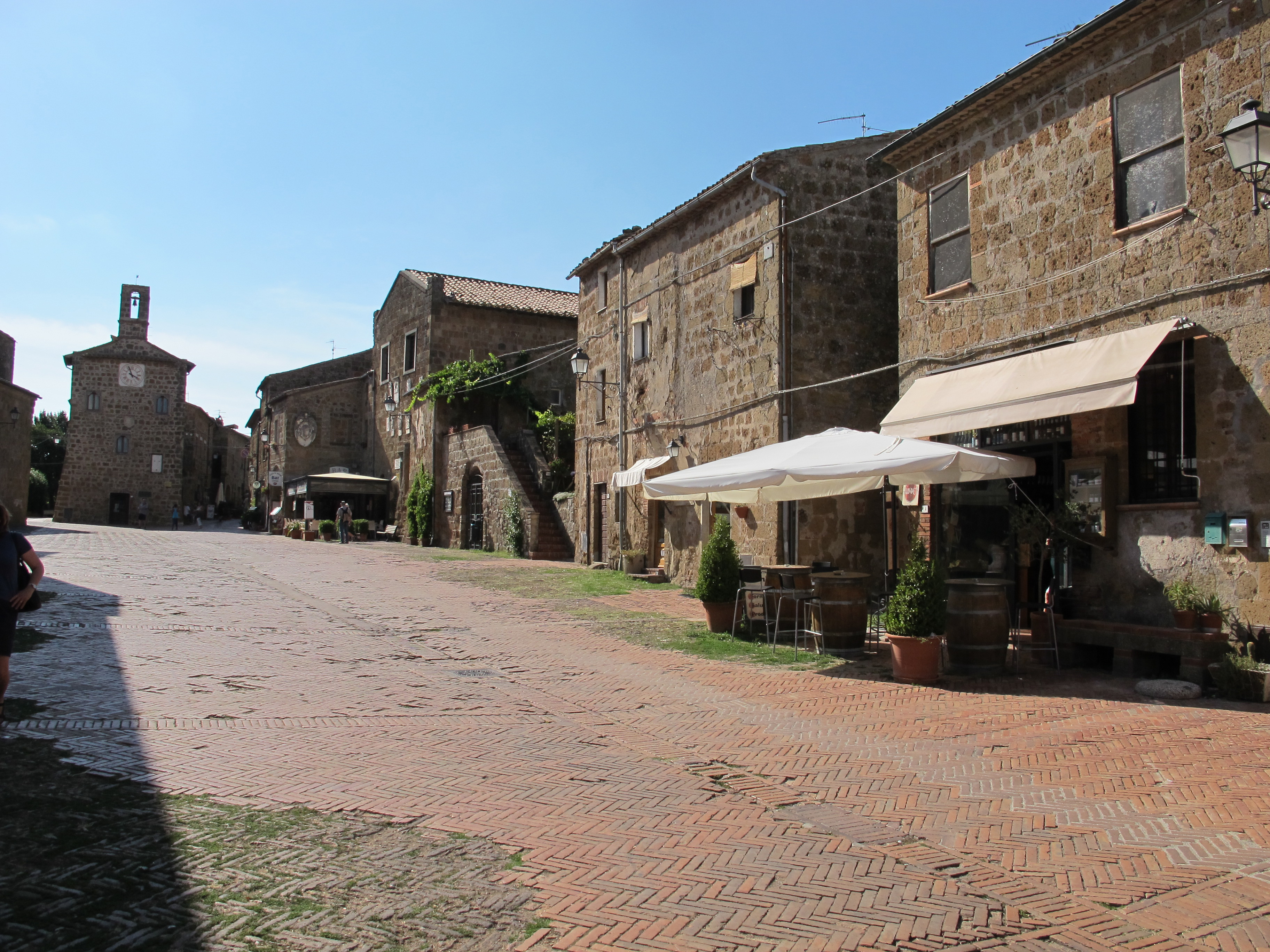

Eredetileg etruszk település volt, később római municipiummá vált, majd az 5. században püspöki székhely lett. 592-605 között a longobárdok foglalták el akik a terület közigazgatási központjává választották. Később, két szaracén pusztítást követően, ez lett a központja a megyében az Aldobrandeschi családnak. A középkorban is ismert volt Soana néven.

## Nevezetességek
- Rocca Aldobrandesca (Aldobrandeschi-vár), valószínűleg egy már létező etruszk/római erőd helyén épült. A jelenlegi megjelenése az 1572 felújításkor alakult ki.
- Praetorian Palace (13. 15. század).
- A román templom, a Santa Maria Maggiore (12.-13 templom).
- Sovana székesegyház : épült a 11.-12. században. Többek között itt született Sovana Antonio Vegni püspök 1686-ban.
- A késő reneszánsz Palazzo Bourbon del Monte, építette Cosimo de 'Medici .

## Itt születtek, itt éltek
- VII. Gergely pápa (Hildebrand a Soana) itt született.

## Galéria

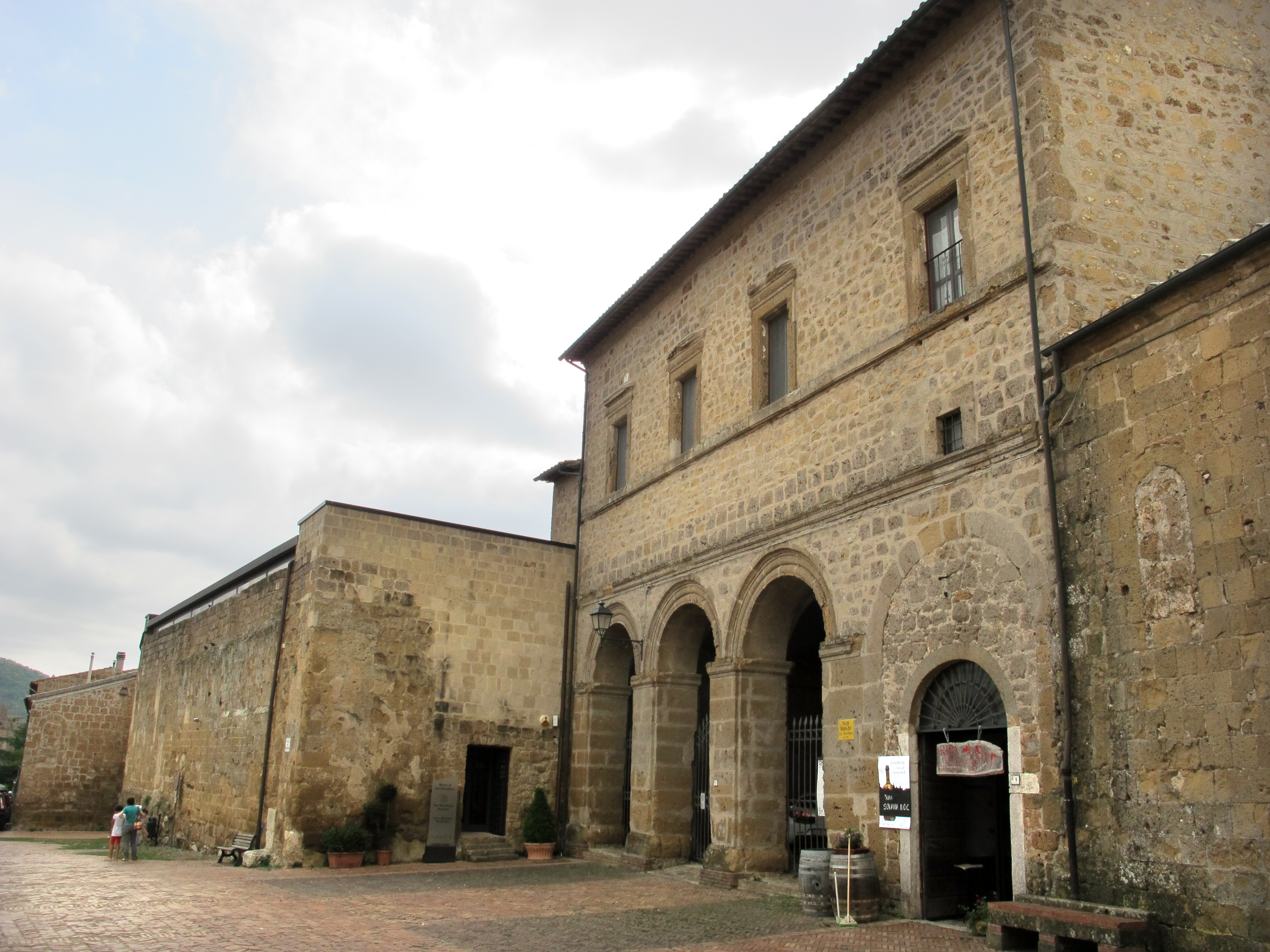
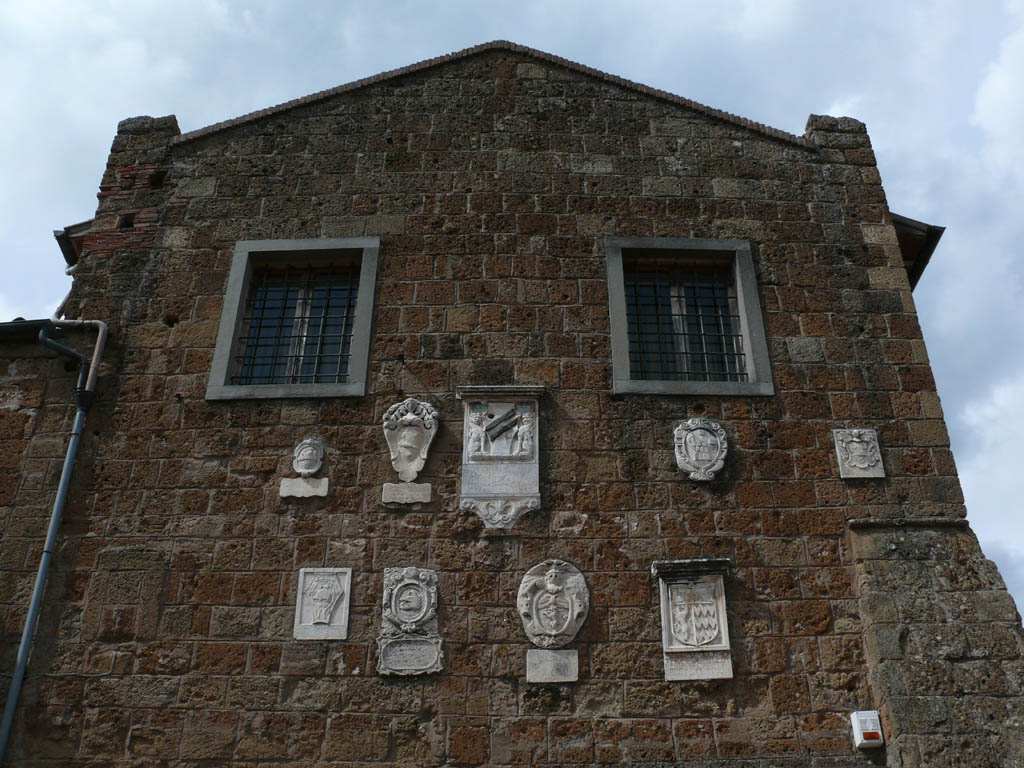
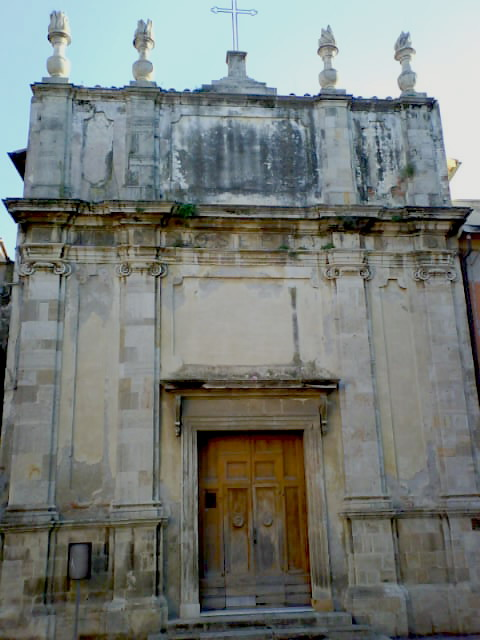
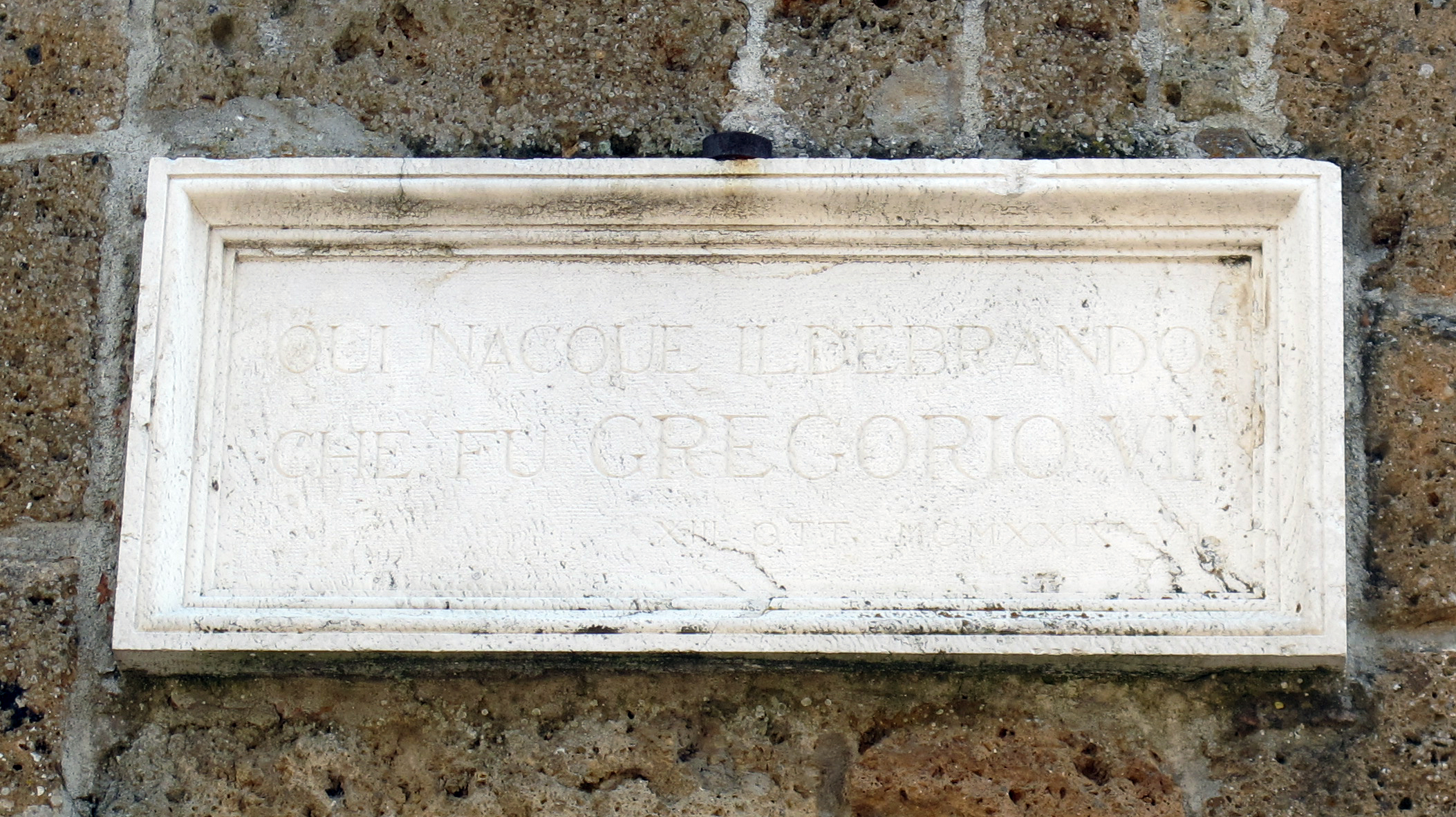
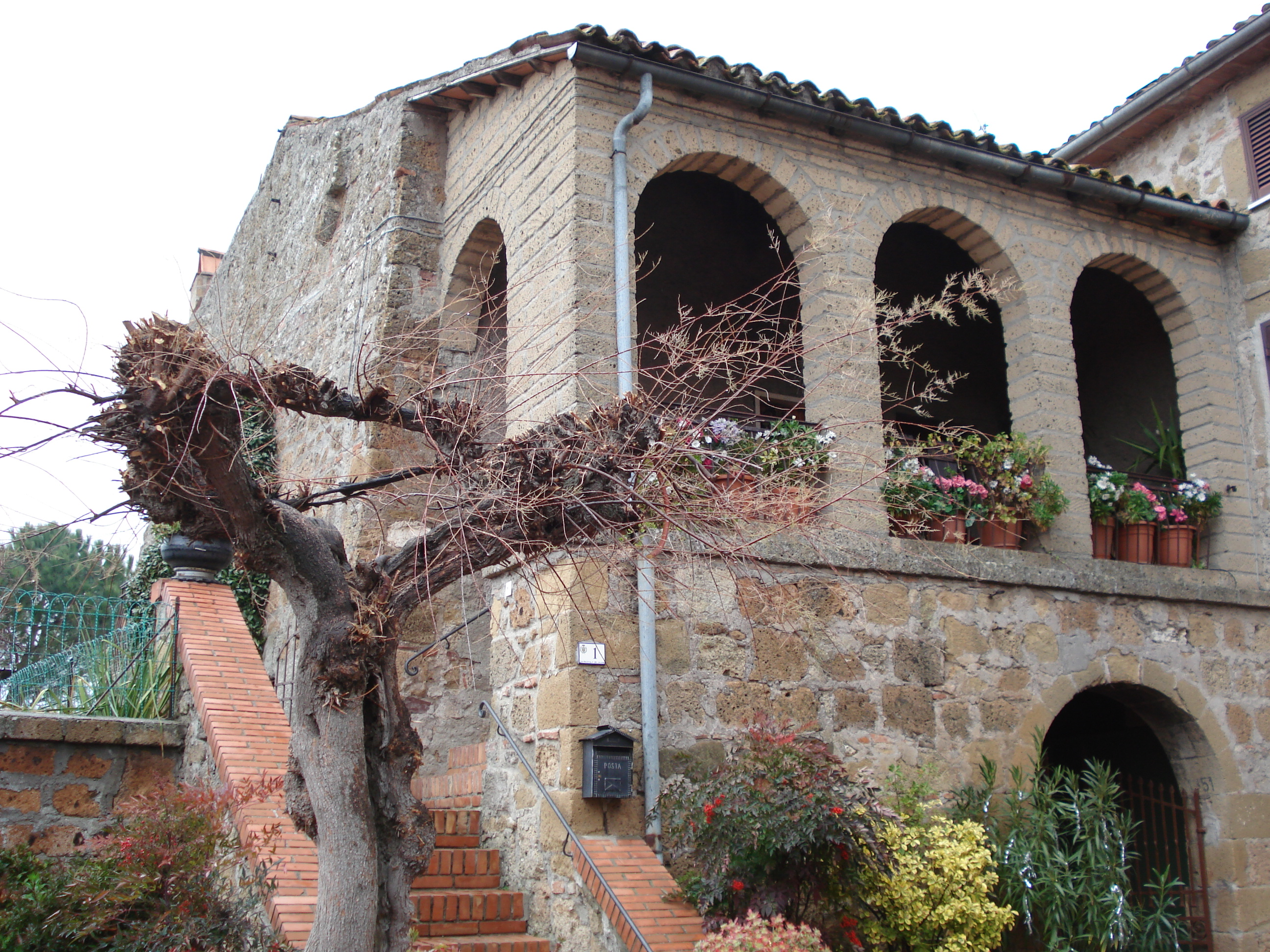
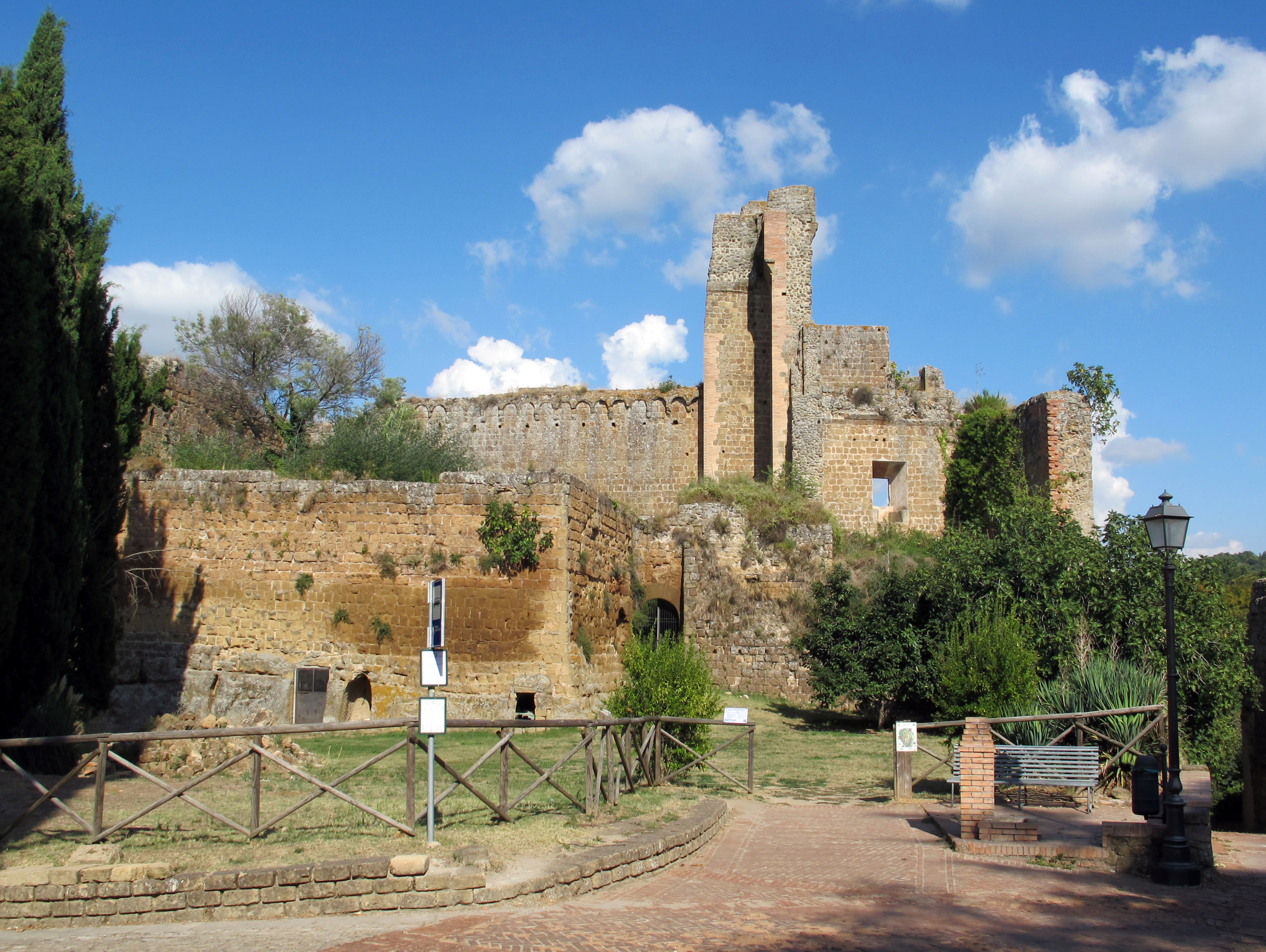
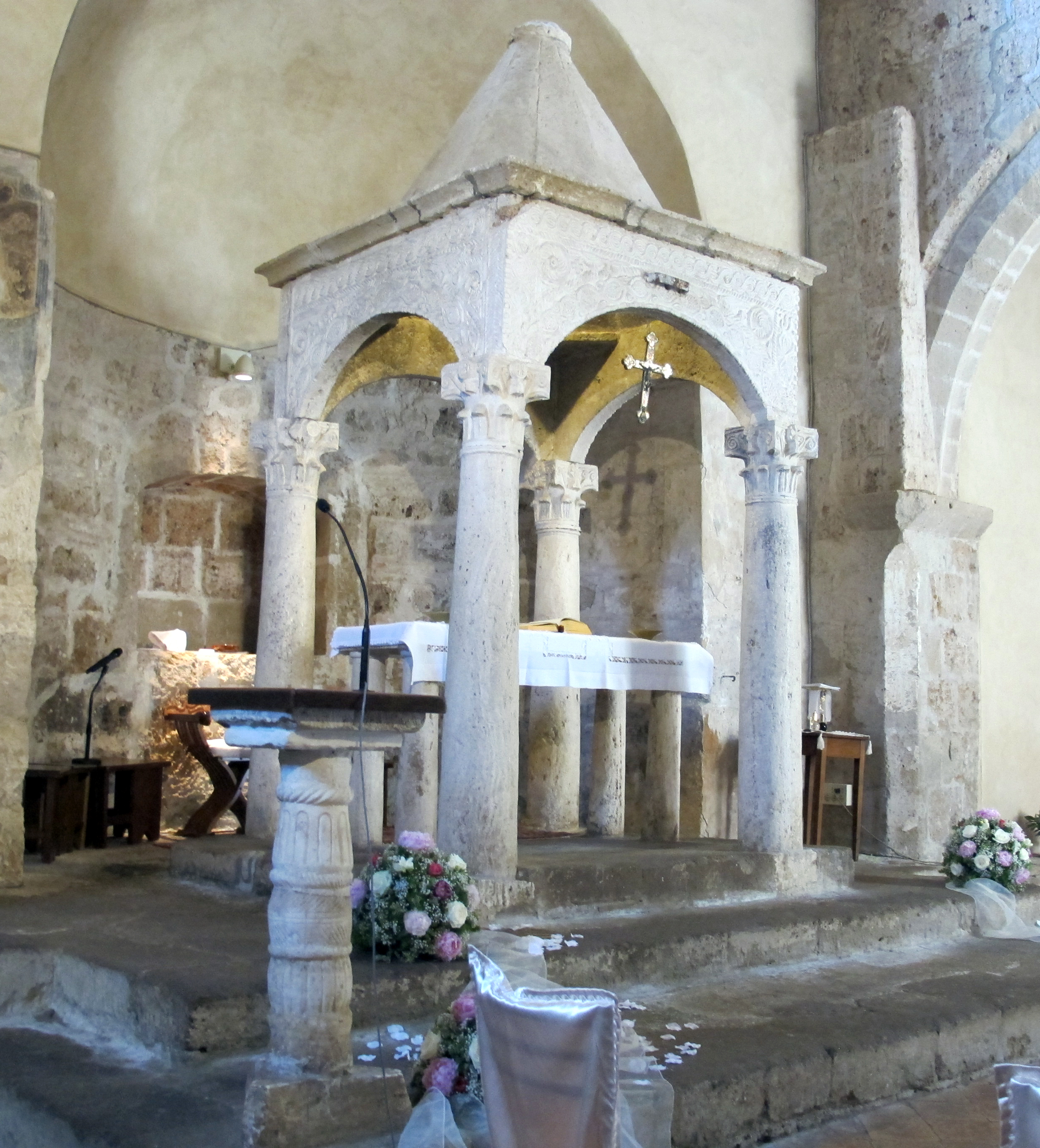
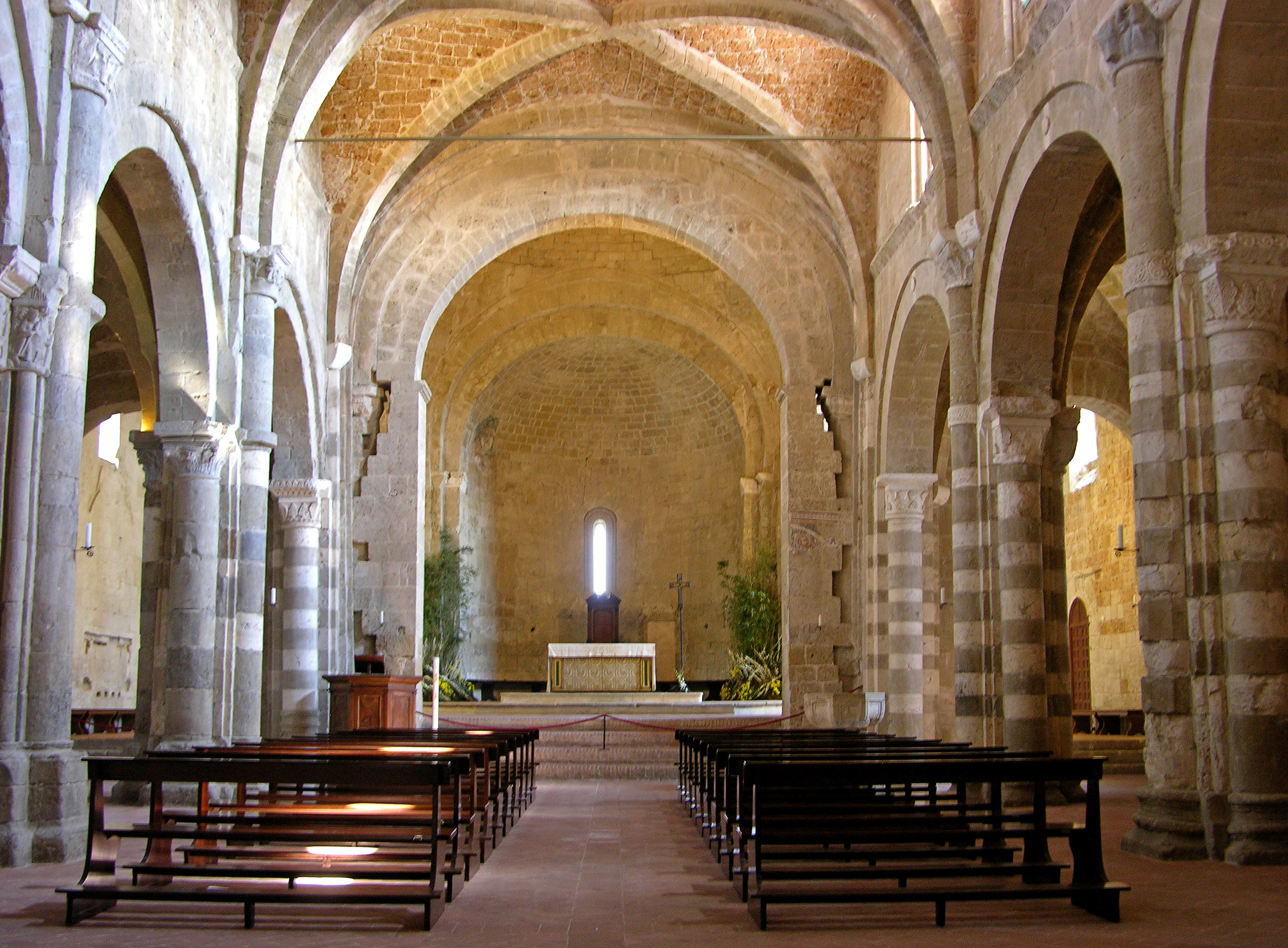
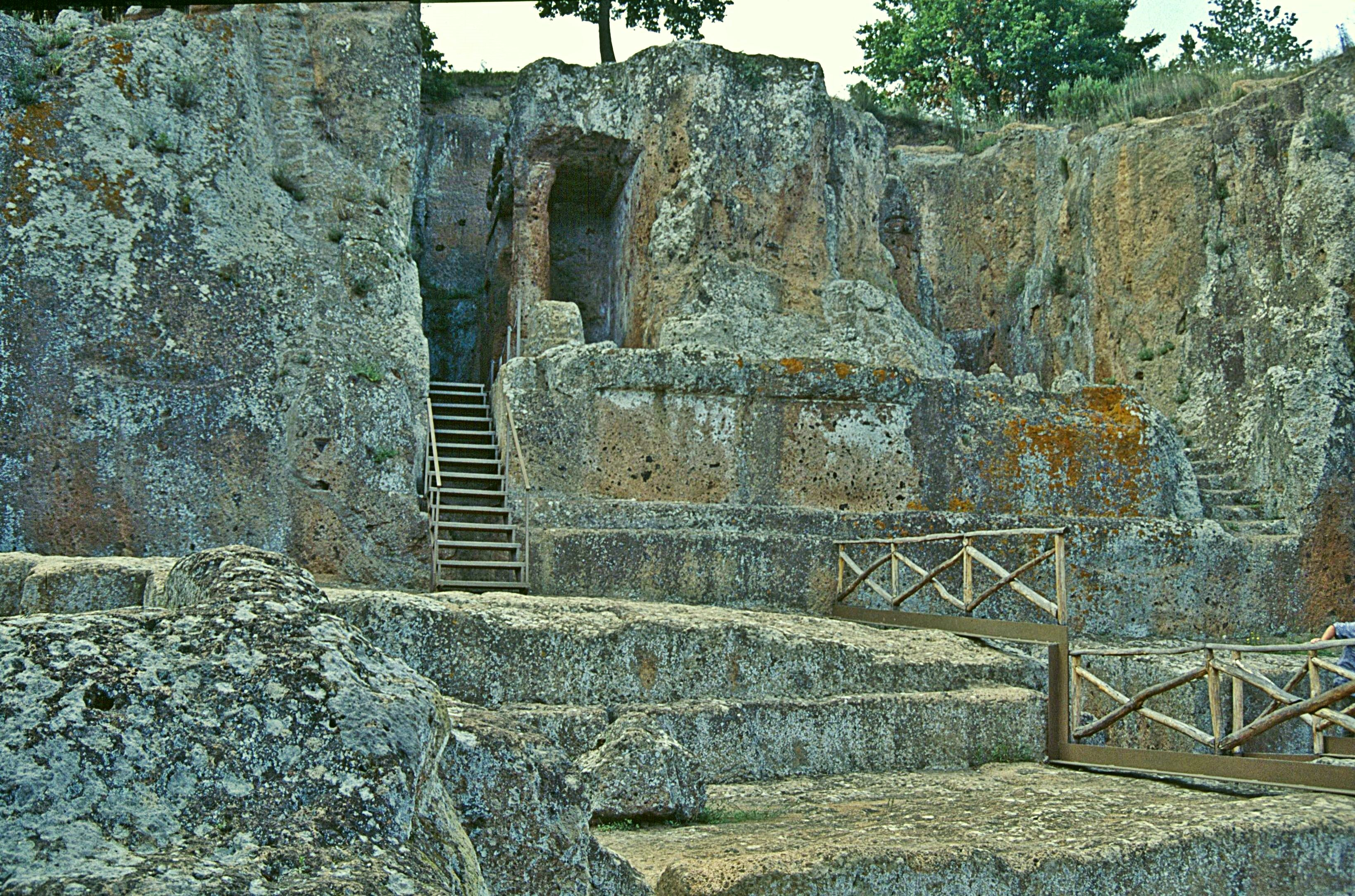
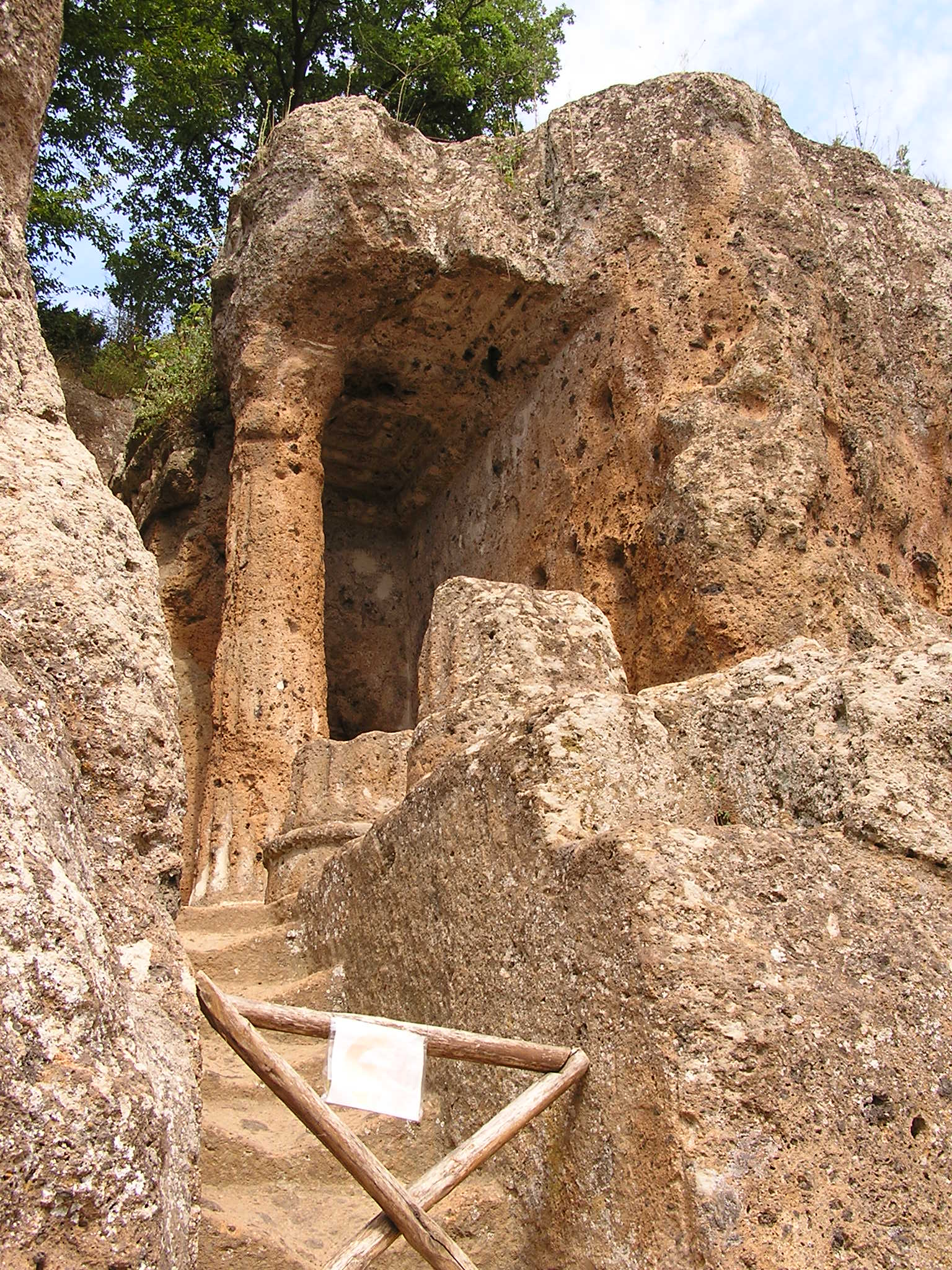
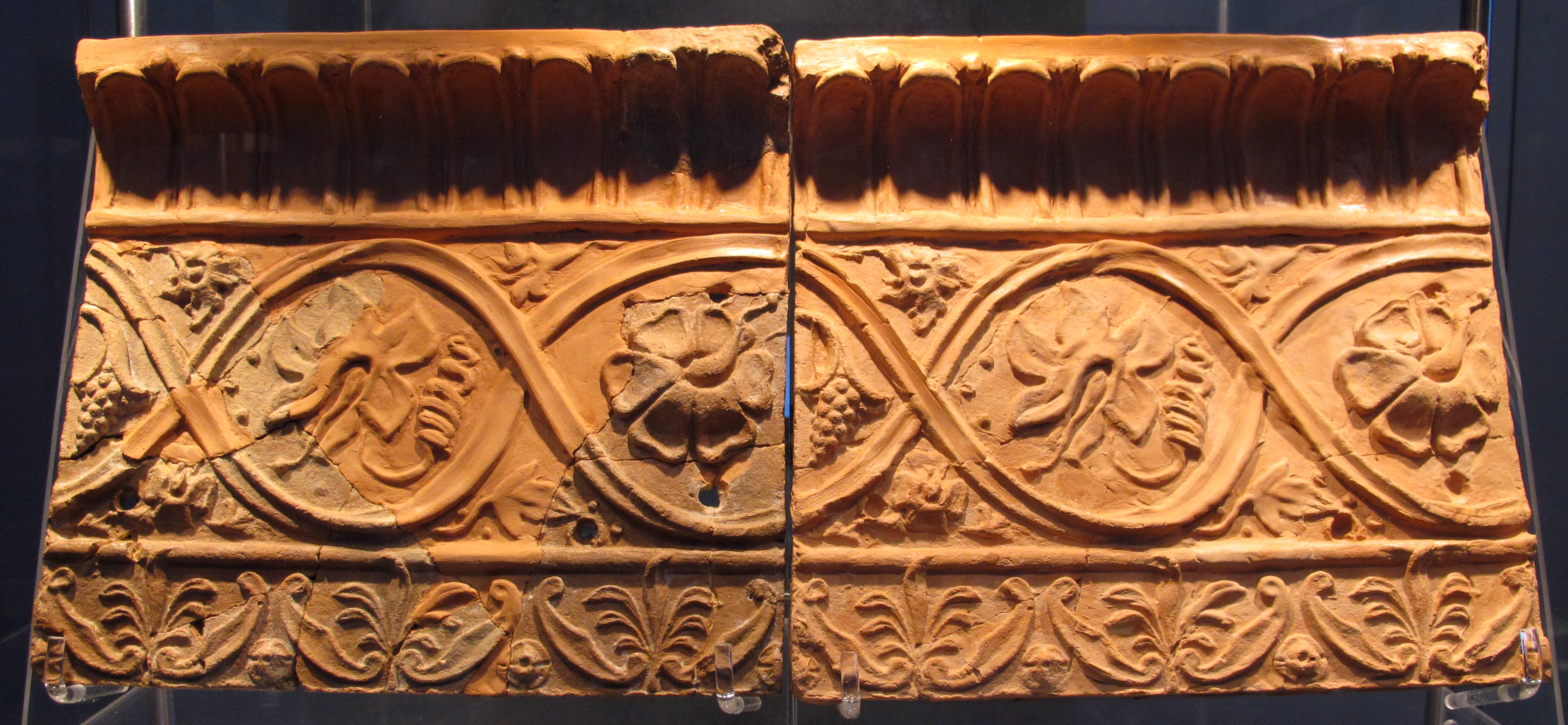
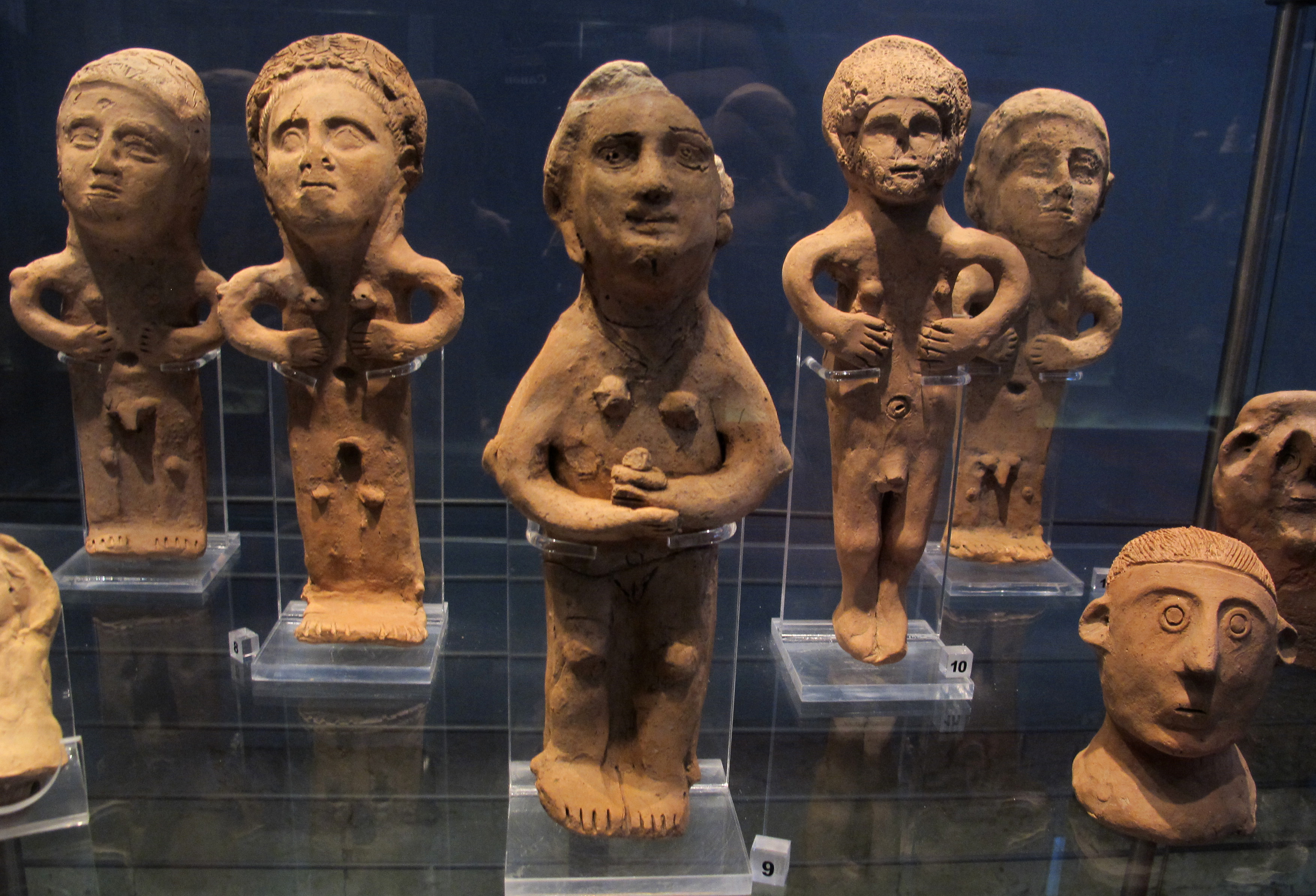